# Gobea
Gobea es un corregimiento del distrito de Donoso en la provincia de Colón, República de Panamá. La localidad tiene 794 habitantes (2010).

## Geografía
Con una superficie de 52.1 km², su población estimada es de 794 habitantes y su densidad poblacional es de 3,9 habitantes por km² (2010)

## Límites del corregimiento
- Limita al Norte con el Mar Caribe.
- Al Sur con los corregimientos de Río Indio y Miguel de la Borda.
- Al Este con el corregimientos de Río Indio
- Al Oeste con el corregimiento de Miguel de la Borda.

## Historia de la comunidad y de la Escuela.
No se sabe a ciencia cierta la fecha de fundación de la comunidad, pero en sus inicios fue poblada por negros esclavos nómadas procedentes de las Antillas especialmente jamaiquinos y de Cartagena de Indias en el departamento de Bolívar; Ellos se quedaron en esa parte de la Costa Abajo de Colón, una vez terminaron los trabajos de la construcción del canal; Se ubicaron a las orillas del Río Zambo, construyeron un pequeño caserío y dentro de aquellos pobladores había uno de apellido Gobea, por esa razón se llama la comunidad de Gobea
Tiempo después se mudaron a las orillas del Río Gobea (llamado así actualmente) pero antes revisaron río a arriba y vieron que el dicho río era bueno entonces decidieron quedarse en este lugar. Actualmente es donde vive el Sr. Ernesto Mejía mejor conocido como “varón”, lugar a donde estuvo también ubicado el primer cementerio.

Entre los primeros pobladores negros de Gobea se pueden mencionar varios apellidos de ascendencia colombiana y Jamaicana como son: los Cucú, Mendo, Yecot, Efeo, Milla y Mejía. Otro apellido muy común es el Medina proveniente de Penonomé.
También en esta comunidad hubo señores que tuvieron en la Guerra de los Mil Días y Guerra de Coto.
Fueron el señor Eufemio Mejía y Sixto Torres. 
Las personas vivían de la venta de la tagua por la que les pagaban B/. 1.50 la lata y 15 pesos el barril ósea B/.7.50, para sacar la tagua a los barcos que esperaban en la bahía de Gobea, la personas la llevaban en cayuco de palanca esto permitía que se perdiera mucho la carga; También sobrevivían de la venta de la tortuga carey y del níspero, por el cual les pagaban B/.28.00 por cien libras.Había mucha cría de puerco.
En aquel tiempo las casas estaban muy dispersas, pero había un poblado como de 20 casas, elaboradas de caña blanca,gira y bambú.
En 1903 hubo un vendaval que vino del este, abrió una quebrada llamada hoy en día la quebrada de Panteón. 
En 1938 el padre Berenguer fue unos de los promotores para iniciar una iglesia de cemento, se puede mencionar que la grava de la iglesia la traían de Siri y el capitán era José Miller. Los domingos se recogían limosna para la patrona de Gobea que era la Inmaculada Concepción, que se celebra sus patronales el día 8 de diciembre de cada agua.
Importante mencionar a personas muy dinámica como Sencio Mejía, Basilio Peñuela, Serapio Mejía, José Milla, Gosta Jasin Gareta.
Se realizaban bailes con guitarra, maraca, marimba y tumba. 
Se viajaba a Colón en canoa, este viaje duraba 3 días. Las personas hacían este viaje con el objetivo de comprar alimentos y otros enseres.
A mediados de los años 1908 se empezó a impartir la educación en esta comunidad, no existía una instalación o edificio, los maestros eran personas que tenían ciertos conocimientos de lectura y escritura, enseñaban a los niños a leer y escribir, daban sus clases en casas y en la iglesia.
Con el tiempo el Sr. Eufemio Mejía cedió su casa para que funcionara como escuela, ubicada en la boca del Río de Gobea, para que impartiera clase la maestra Carmen de Ampudia, luego nace la iniciativa de los moradores, padres de familia, maestros y autoridades de esa época, organizarse para la construcción de una escuela con las condiciones adecuadas para los estudiantes y que existiera un establecimiento para dicha función. 
Fue para los 1956 que se empezó la construcción de dicha escuela la cual se construye dos aulas que funcionaron por varios años, pero el aumento de la matrícula en esos años se hizo notar y surgió la necesidad de construir un aula más que anexaron en la parte de atrás de las aulas ya construidas y le dio una forma de ele a la escuela y años más tarde se anexó otro aula la cual que le dio una forma cuadrada que hoy día se mantiene, además cuenta con cocina, comedor escolar, depósitos y otras remodelaciones que se le han hecho hasta la fecha.
Hoy día el corregimiento cuenta con una Escuela Llamada Gobea, una iglesia católica.
Entre las principales actividades económicas de los pobladores se destacan la ganadería, agricultura, pesca y negocios pequeños.

## Organización político-administrativa
Gobea se divide en cuatro regimientos:
- Gobea.
- Caño Mamey.
- La Andriona.
- Cañafistulo.